# Влакът на Джоу Ю
„Влакът на Джоу Ю“ (на китайски: 周渔的火车; на пинин: Zhōu yú de huǒchē) е китайски филм от 2002 г., базиран на романа на Бей Цун и режисиран от Сун Джоу, с участието на Гун Ли и Тони Люн Ка-Фай.